# Turmeda
Turmeda és una partida del terme municipal de Tremp, al Pallars Jussà, dins de l'antic terme ribagorçà de Sapeira.
Està situada al nord-est de l'antic poble d'Esplugafreda i al sud-est de Sapeira, a la vall del barranc de Turmeda. És als peus -sud- de la Roca de Turmeda, extrem occidental del serrat que davalla de ka Roca del Forat dels Coloms.